# Борзенко, Андрей Андреевич

Андрей Борзенко во время прохождения службы в Красной Армии

Андрей Андреевич Борзенко (4 декабря 1920, Ташкент, СССР — 21 февраля 1993, Ташкент, Узбекистан) — советский боксёр, Заслуженный тренер Узбекистана, мастер спорта, рефери, двукратный чемпион Узбекской ССР по боксу в тяжёлом весе (1938, 1939 гг.).
Прототип главного героя романа Георгия Свиридова «Ринг за колючей проволокой».

## Биография
Андрей Андреевич Борзенко родился в Ташкенте в 1920 году.
Начал заниматься боксом в секции Сиднея Джексона в середине 1930-х. Дважды, в 1938 и в 1939 годах, выигрывал чемпионат Узбекской ССР по боксу в тяжёлом весе.
Был призван на службу в артиллерийскую часть Красной армии 24 сентября 1941 года в звании красноармейца. Участвовал в боевых действиях, был дважды ранен. Попал в плен во время отступления советских войск через Днепр в 1941 году.
Сначала содержался в лагере для военнопленных неподалёку от Дрездена, после двух попыток побега был отправлен в лагерь Бухенвальд.
Немецкий офицер, отбиравший спортсменов для любительского ринга Бухенвальда из числа новоприбывших узников, узнав о спортивном прошлом Борзенко, вынудил его участвовать в показательных боксёрских боях для развлечения персонала лагеря. Всего до освобождения 11 апреля 1945 года Борзенко провёл в Бухенвальде более 80 поединков, победив во всех.
По утверждению сына, после освобождения некоторое время служил в «Смерше».
После Великой Отечественной войны вернулся в Ташкент. Закончил Ташкентский медицинский институт, стал хирургом, работал в Городской Клинической больнице № 6 г. Ташкента.
Был женат, у него родились двое детей — сын Андрей и дочь Ольга.
Андрей Андреевич Борзенко скончался в 1993 году. Похоронен на Боткинском кладбище Ташкента.

## След в культуре
Борзенко долгое время не рассказывал о своём пребывании в концлагере Бухенвальд. Однако Георгий Свиридов, писатель и первый руководитель Федерации бокса СССР, лично знакомый с Борзенко с 1947 года, уговорил его обнародовать историю своей жизни. В книге «Ринг за колючей проволокой» (1960) Свиридов выписал героический образ Андрея Борзенко (в тексте книги — Бурзенко) — активного участника антифашистского подполья Бухенвальда, вынужденного выходить на ринг, чтобы прекратить избиение беззащитных товарищей и дать возможность подпольщикам собирать и испытывать оружие.
В 2022 году вышел документальный фильм «Борзенко: Ринг за колючей проволокой» (реж. Алексей Дегтярёв, Елена Мошталь-Геладзе, текст от автора читает Сергей Гармаш, в художественных вставках снялись Иван Фоминов, Сергей Рублёв).